# 盆唐警察署
盆唐警察署（プンダンけいさつしょ）は、京畿地方警察庁所管の警察署である。

## 管轄区域
- 城南市のうち盆唐区

## 沿革
- 1995年1月27日 - 城南南部警察署から分離して開設

## 管轄地区隊
- 書峴地区隊
- 野塔地区隊

## 管轄派出所
- 二梅派出所
- 金谷派出所
- 藪内派出所
- 九美派出所
- 板橋派出所

## 管轄治安センター
- 長安治安センター
- 内亭治安センター
- 野塔3洞治安センター